# Adrian Voinea
Adrian Voinea (n, 6 de agosto de 1974 en Focsani, Rumanía) es un jugador de tenis. En su carrera ha conquistado un torneo de la ATP y su mejor posición en la clasificación de individuales fue número 36, en abril de 1996, y en el de dobles fue número 349, en agosto de 1995.